# Carl Lundin (harpist)
Carl August Lundin, född 24 januari 1863 i Hovförsamlingen, Stockholm, död 10 november 1917, i Paris, var en svensk musiker (harpist). 

## Biografi
Lundin var elev vid Stockholms musikkonservatorium 1875–1883. Han anställdes i Kungliga Hovkapellet i Stockholm 1879, blev harpist vid Operan i Bordeaux 1886 och vid Opéra-Comique i Paris 1888. Han blev associé i Musikaliska akademien 1900.
Carl Lundin var son till körsångaren Carl Gustaf Lundin och Augusta Dorothea Bjurström. Han var från 1905 till sin död gift med Hulda Nordin.